# Famiglie Chioggiotte (nobiltà civica)
L'Isola di Chioggia fu governata, dal 1208 al 1797, su modello di Venezia, da un maggior e minor consiglio, nei quali erano rappresentate le famiglie dell'isola ascritte alla cittadinanza e notate nel Libro Corrente dei Cittadini Giurati (noto anche come Libro d'Oro di Chioggia).
Le famiglie ascritte ai consigli erano:
- Agatea
- Albani
- Alessandro
- Ardizzon
- Argoiolio (Orgoiosio)
- Arnolfi
- Bacci
- Baffo
- Baldo
- Ballarin
- Bello
- Beltrame
- Berceghini
- Bianchini
- Boegani
- Bologna
- Bon
- Bonaldo
- Boscolo
- Bozza
- Brasi
- Buccio
- Bullo
- Busetto
- Bussi
- Caime
- Callafatto
- Canal
- Canopie
- Caopiè
- Castllani
- Castelli
- Cavazza
- Cavazzina
- Centoferri
- Centranico
- Cestari
- Ciriello
- Cocco
- Cortese
- Crotto
- Dal Monte
- Dalla Sola Bonacati
- Dalla Torre
- De Lono
- Doria
- Duse
- Duse Masin
- Falconetto
- Fasuolo
- Fattorini
- Friso
- Frizziero
- Gagliardello
- Gallimberti
- Gandolfo
- Gennari
- Gerardi
- Gervasio
- Giustinian
- Gobbi
- Gomberti
- Grassi
- Grazia
- Gregori
- Lamberti
- Leazaria
- Lemizzo
- Lon
- Luccarini
- Mainardi
- Malvezzi
- Manfredi
- Marangoni
- Mazzagallo
- Menardi
- Michiel
- Milani
- Modena
- Mossolini
- Morari
- Moscheni
- Mossolini
- Naccari
- Nardo
- Nordio
- Olivotti
- Orsi Carnelli
- Padoan
- Pagan
- Pantaleoni
- Pasquali
- Pasquinelli
- Patella
- Pellestrina
- Penzo
- Pescante
- Piccoli
- Polani
- Poli
- Ravagnan
- Re
- Renier
- Richetti
- Robobelli
- Romano
- Rosada
- Rota
- Ruosa
- Sabbadino
- Saler
- Salvagno
- Sambo
- Sanga
- Sansoni
- Scarpa
- Seccatore
- Silvio
- Strina
- Tebaldi
- Tiozzo
- Tempestini
- Torre
- Trevisan
- Ugolino
- Vacca
- Venturini
- Vescovi
- Vianelli
- Vigneri
- Villan
- Vischia
- Vitale
- Viviani
- Zennaro

Tutte queste famiglie godevano della cittadinanza originaria veneta e costituivano la nobiltà clodiense.